# Červený kout

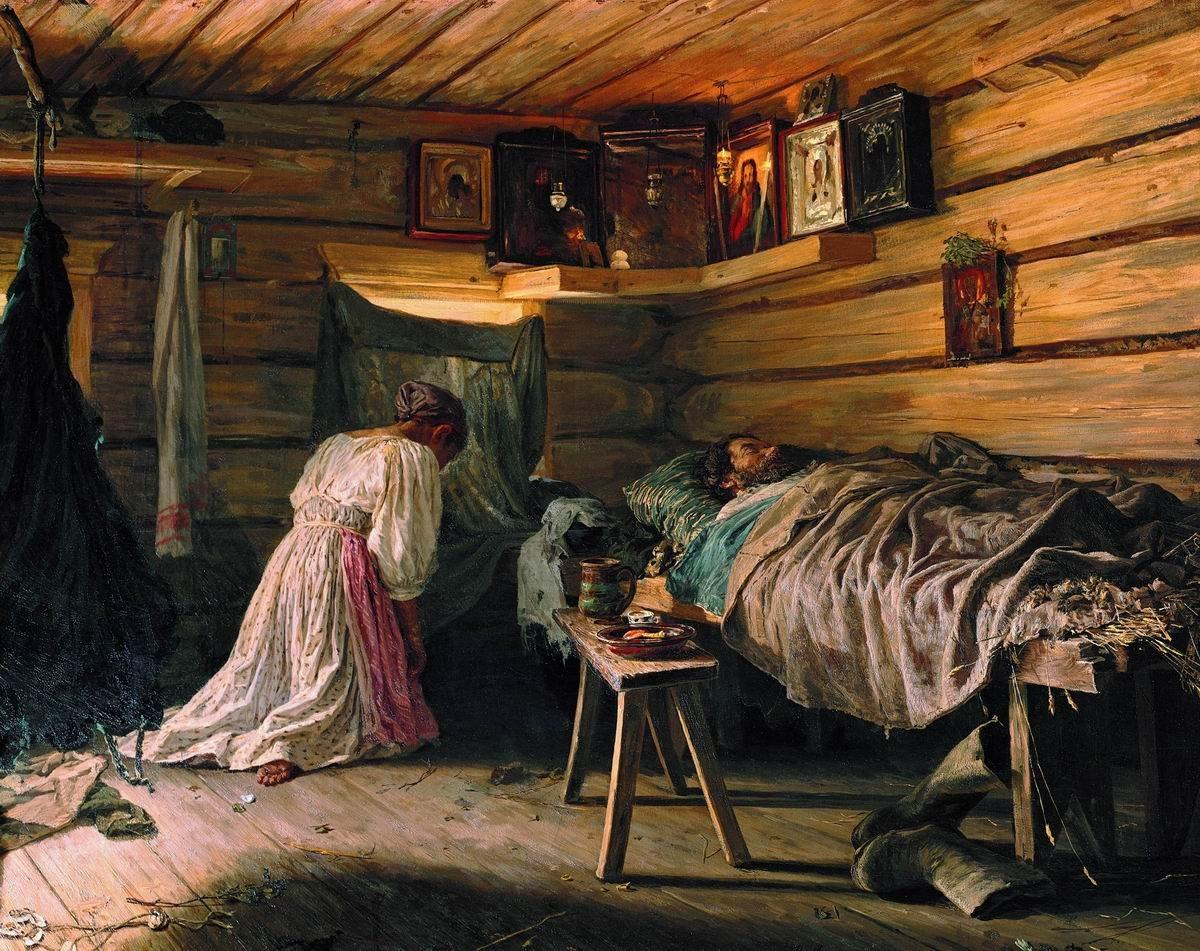
Modlitba před ikonami v červeném koutku
(„Nemocný muž“ od V. M. Maximova, rok 1881)

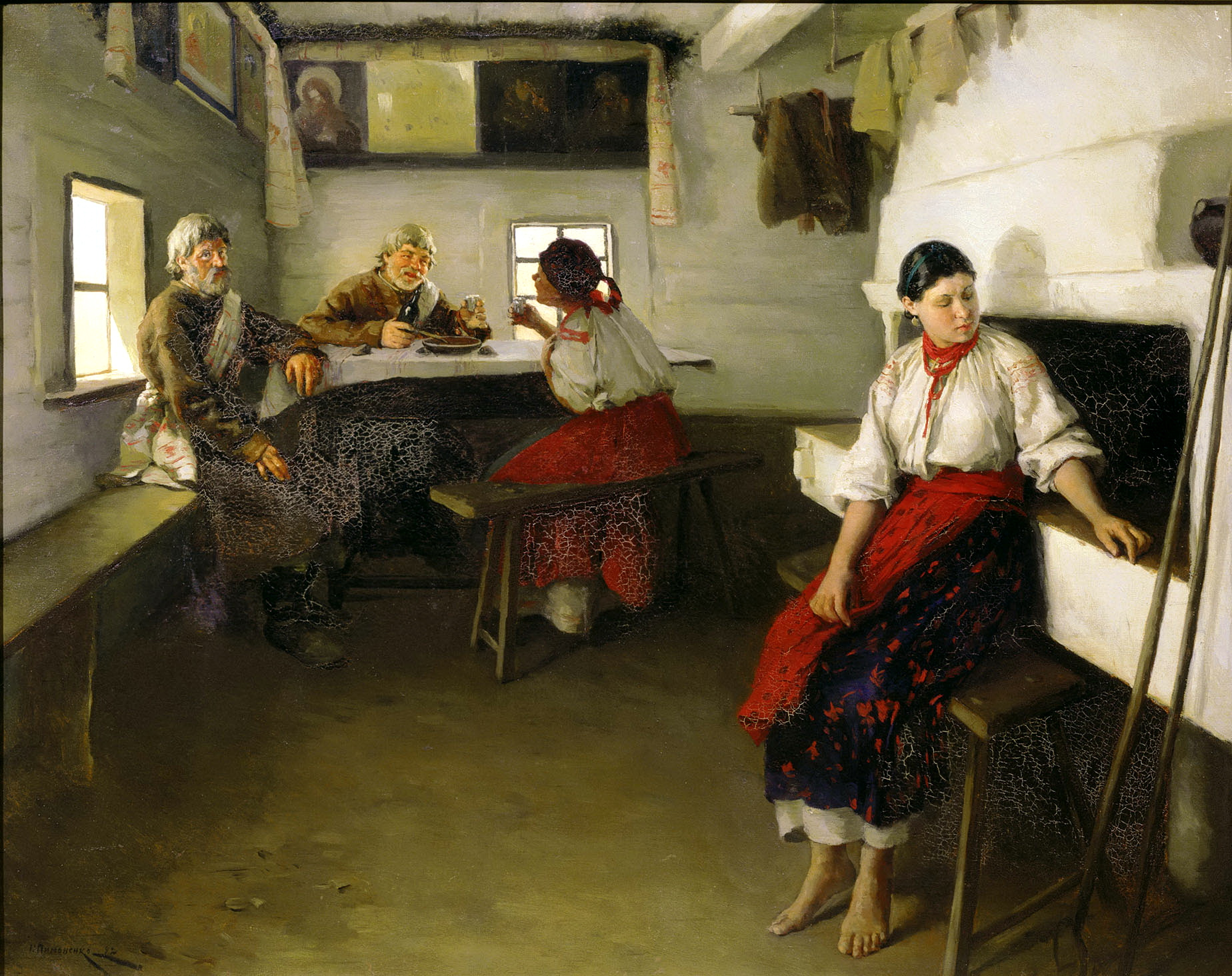
Červený kout v ukrajinské kolibě (chatě)
(Mykolaj Korniljevič Pimoněnko, "Námluvy", rok 1882)

Červený kout (rusky кра́сный у́гол), původ ve staroslověnském výraze красьнъ – červený, krásný, někdy též svatý koutek (святой угол), slavnostní kout (передний угол), koutek (кутный угол), кутник-kutnik) je součást obytných místností, kde se nachází ikona nebo domácí ikonostas.

## Umístění koutku
V ruských chalupách (izbách), obvykle orientovaných podle světových stran, se červený kout zřizoval v zadním koutku místnosti (комнатЫ), z východní strany, mezi boční a čelní zdí domu, úhlopříčně od krbu. Toto byla vždy nejvíce osvětlená část domu: obě zdi tvořící kout měly okna. Ikony se umisťovaly do „červeného“, či "slavnostního" rohu místnosti umístěného tak, aby ikona byla tím prvním, čeho si všimne každý, kdo vejde do místnosti. Lidové úsloví „Без Бога — не до порога“ (bez Boha ani na práh) je spojena především s tím: přišel-li, nebo odešel někdo z místnosti či domu, návštěvník nejprve vzdal poctu Nebeskému Králi, a teprve potom pánovi domu.

## Uspořádání koutku
Podle tradice ikona nemá viset, nýbrž je třeba jí vyhradit zvláštní místo. Ikony se rozmisťují v daném pořadí na samostatné polici nebo v uzavřeném, někdy vícepatrovém, kivotu.
Nezbytnými ikonami domácího ikonostasu jsou ikony Spasitele a Bohorodice. Výběr ostatních ikon je na věřícím. Obvykle se v červeném koutku umisťují ikony patronů (tzv. „именные“ / „jmenovci“) členů rodiny. Zvláště uctívaným světcem na Rusi byl Nikola Služebník (svatý Mikuláš, arcibiskup myrský v Lýkii, divotvorce), jeho ikona bývala obvykle součástí každého domácího ikonostasu. Z ruských světců byli nejčastějšími vyobrazení ctihodných Sergeje Radoněžského a Serafima Sarovského, a z ikon mučedníků pak nejčastěji ikony Jiřího „Vítězného“ a léčitele sv. Pantaleona.

## Český svatý kout
V české lidové kultuře je jako svatý označován kout světnice ležící diagonálně od pece vybavený stolem, rohovou lavicí a obrázky svatých, krucifixem, upomínkovými předměty a fotografiemi, u protestantů též biblí položenou na stole. Sloužil jako kultovní místo při významných rodinných událostech a svátcích. Předpokládá se že vzniknul v 13. až 15. století během proměny obydlí z jednoprostorového na víceprostorové s jizbou jako hlavní místností.